# Селмани, Софи
Софи́ Сельмани́ (швед. Sophie Zelmani, настоящее имя Софи́ Э́дквист, Sophie Edkvist, род. 12 февраля 1972) — шведская певица и автор песен.

## Творчество
В 1995 году Софи выпустила сингл «Аlways You», сразу завоевавший признание как в Швеции, так и за её пределами. Альбомы, вышедшие вслед за синглом, можно отнести к стилю инди-рок, что ставит Селмани в один ряд с такими исполнителями, как Стина Норденстам и Анна Тернхейм.
Отличительными чертами произведений Софи Зелмани можно назвать мелодичность и проникновенность текстов.

## Дискография
- Sophie Zelmani (1995)
- Precious Burden (1998)
- Time To Kill (1999)
- Sing And Dance (2002)
- Love Affair (2003)
- Decade Of Dreams (2005)
- Memory Loves You (2007)
- The Ocean and Me (2008)
- I'm the Rain (2010)
- Soul (2011)
- Going Home (2014)
- Everywhere (2014)
- My Song (2017)
- Sunrise (2019)
- The World Ain't Pretty (2022)